# كريس كليمنتس
كريس كليمنتس (بالإنجليزية: Chris Clements)‏ (6 فبراير 1990 ببرمنغهام في المملكة المتحدة - ) هو لاعب كرة قدم بريطاني في مركز الوسط. لعب مع آي بي في ونادي كرو ألكساندرا ونادي هدنسفورد تاون وNantwich Town F.C. ‏ وستافورد رينجرز ونادي بارو ونادي مانسفيلد تاون وليه جنيسيس ‏.

## وصلات خارجية
- كريس كليمنتس على موقع قاعدة بيانات كرة القدم.إي يو (الإنجليزية)
- كريس كليمنتس على موقع Soccerbase.com (لاعب) (الإنجليزية)
- كريس كليمنتس على موقع Soccerway.com (الإنجليزية)